# Élections législatives de 1956 dans le territoire de l'Oubangui-Chari-Tchad
Les élections législatives de 1956 dans le territoire de l'Oubangui-Chari-Tchad sont des élections françaises qui ont eu lieu le 2 janvier 1956  dans les territoires de la Oubangui-Chari et du Tchad dans le cadre des élections législatives françaises de 1956, sous la IVe République.
Ce sont les dernières élections législatives de la Quatrième république, après les élections de novembre 1946 et de juin 1951.

## Mode de scrutin
Vu le peu d'inscrits, les deux territoires sont réunis pour le siège du collège des personnes relevant du Statut civil français. 
N'élisant qu'un seul député, le mode de scrutin est uninominal majoritaire à un tour, le candidat arrivé en tête est élu.

## Élus
| Député sortant | Parti | Parti    | Député élu ou réélu | Parti | Parti    |
| -------------- | ----- | -------- | ------------------- | ----- | -------- |
| René Malbrant  |       | Rép. soc | René Malbrant       |       | Rép. soc |

## Résultats

### Résultats à l'échelle du territoire
|          | Rép. soc  | René Malbrant * | 2 852 | 66,45  |  |  |
|          | app. SFIO | René Appaix     | 881   | 20,53  |  |  |
|          | CNIP      | André Vazel     | 559   | 13,02  |  |  |
|          |           |                 |       |        |  |  |
| Inscrits | Inscrits  | Inscrits        | 6 176 | 100,00 |  |  |
| Votants  | Votants   | Votants         | 4 541 | 73,53  |  |  |
| Exprimés | Exprimés  | Exprimés        | 4 292 | 94,52  |  |  |

* Député sortant